# Bois-de-Haye
Bois-de-Haye est une commune nouvelle française située dans le département de Meurthe-et-Moselle, en région Grand Est. Elle résulte de la fusion — au 1er janvier 2019 — des communes de Sexey-les-Bois et Velaine-en-Haye.

## Géographie

Fig. 1 - Bois-de-Haye (ban communal).

### Communes limitrophes
| Aingeray                                 |              | Liverdun       |
| Fontenoy-sur-Moselle                     | Bois-de-Haye | Champigneulles |
| Gondreville                              | Maron        | Laxou          |
| Enclave : Sexey-les-Bois Velaine-en-Haye |              |                |

### Hydrographie
La commune est dans le bassin versant du Rhin au sein du bassin Rhin-Meuse. Elle n'est drainée par aucun cours d'eau,.

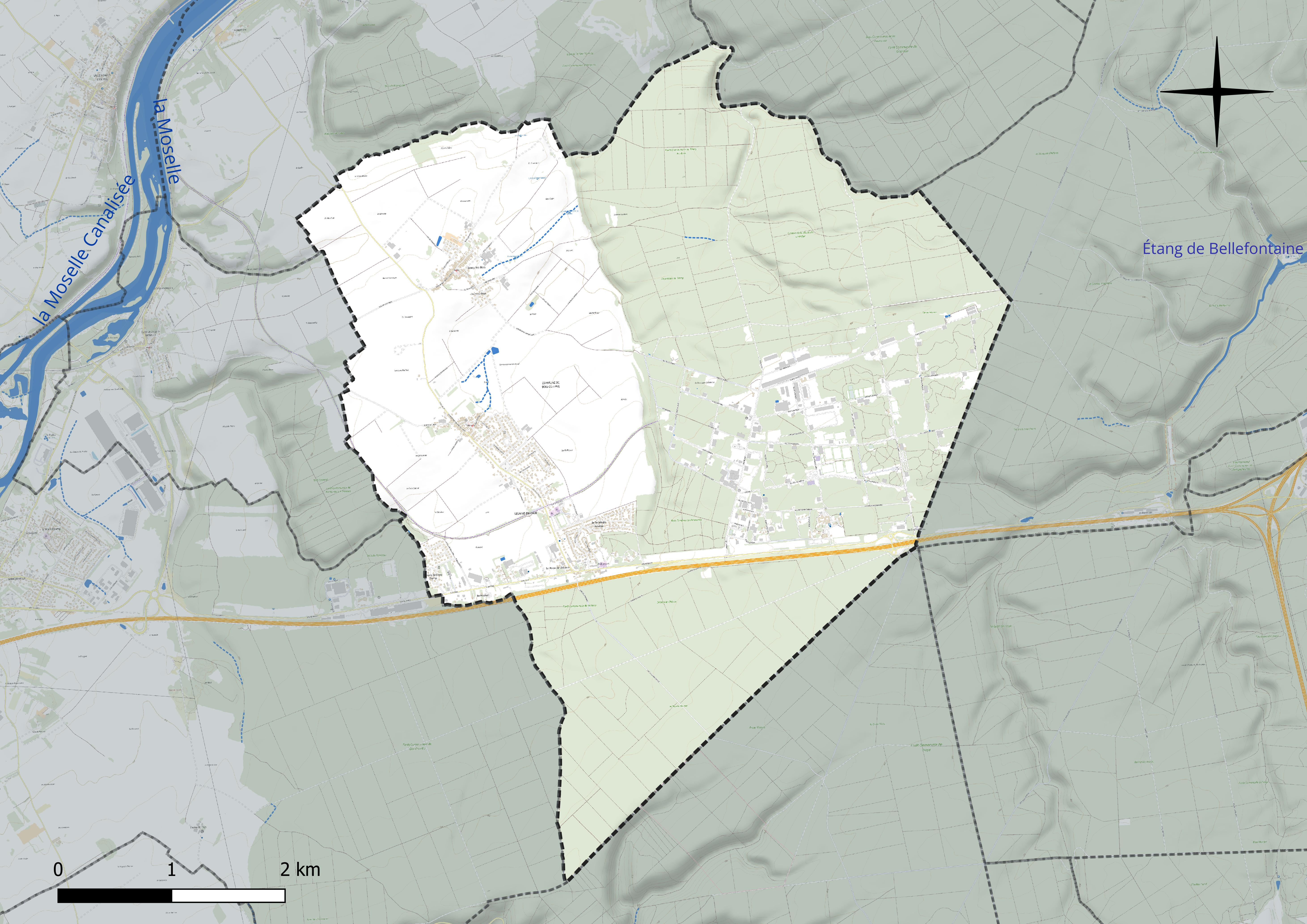
Réseau hydrographique de Bois-de-Haye.

### Climat
Pour des articles plus généraux, voir Climat du Grand Est et Climat de Meurthe-et-Moselle.
En 2010, le climat de la commune est de type climat océanique dégradé des plaines du Centre et du Nord, selon une étude du Centre national de la recherche scientifique s'appuyant sur une série de données couvrant la période 1971-2000. En 2020, Météo-France publie une typologie des climats de la France métropolitaine dans laquelle la commune est dans une zone de transition entre le climat océanique altéré et le climat océanique altéré et est dans la région climatique Lorraine, plateau de Langres, Morvan, caractérisée par un hiver rude (1,5 °C), des vents modérés et des brouillards fréquents en automne et hiver.
Pour la période 1971-2000, la température annuelle moyenne est de 9,5 °C, avec une amplitude thermique annuelle de 16,9 °C. Le cumul annuel moyen de précipitations est de 798 mm, avec 11,8 jours de précipitations en janvier et 9,3 jours en juillet. Pour la période 1991-2020, la température moyenne annuelle observée sur la station météorologique de Météo-France la plus proche, « Nancy-Ochey », sur la commune d'Ochey à 14 km à vol d'oiseau, est de 10,5 °C et le cumul annuel moyen de précipitations est de 810,4 mm. 
La température maximale relevée sur cette station est de 39,6 °C, atteinte le 25 juillet 2019 ; la température minimale est de −19,1 °C, atteinte le 12 janvier 1987,,.
Les paramètres climatiques de la commune ont été estimés pour le milieu du siècle (2041-2070) selon différents scénarios d'émission de gaz à effet de serre à partir des nouvelles projections climatiques de référence DRIAS-2020. Ils sont consultables sur un site dédié publié par Météo-France en novembre 2022.

## Urbanisme

### Typologie
Au 1er janvier 2024, Bois-de-Haye est catégorisée bourg rural, selon la nouvelle grille communale de densité à sept niveaux définie par l'Insee en 2022.
Elle est située hors unité urbaine. Par ailleurs la commune fait partie de l'aire d'attraction de Nancy, dont elle est une commune de la couronne,. Cette aire, qui regroupe 353 communes, est catégorisée dans les aires de 200 000 à moins de 700 000 habitants,.

## Toponymie
Bois-de-Haye est un néo-toponyme composé des déterminants de Sexey-les-Bois et de Velaine-en-Haye.
Sexey-les-Bois s'est appelé Sexey-en-Hey en 1527, mais aussi Sexey-aux-Bois en 1592.
Velaine-en-Haye s'est appelé Velaine-les-Bois en 1697.

## Histoire
Résultant de la fusion des communes de Velaine-en-Haye et Sexey-les-Bois, la commune nouvelle de Bois-de-Haye a pour origine un arrêté préfectoral en date du 2 novembre 2018, sa création est effective à partir du 1er janvier 2019, avec Velaine-en-Haye pour chef-lieu.

## Politique et administration

### Communes déléguées
| Nom                     | Code Insee | Intercommunalité    | Superficie (km2) | Population (dernière pop. légale) | Densité (hab./km2) |
| ----------------------- | ---------- | ------------------- | ---------------- | --------------------------------- | ------------------ |
| Velaine-en-Haye (siège) | 54557      | CC Terres Touloises | 17,87            | 1 855 (2016)                      | 104                |
| Sexey-les-Bois          | 54506      | CC Terres Touloises | 6,81             | 370 (2016)                        | 54                 |

### Liste des maires
| Période         | Période         | Identité        | Étiquette | Qualité |
| --------------- | --------------- | --------------- | --------- | --- |
| 3 janvier 2019  | 16 janvier 2025 | Denis Picard    | SE        | Retraité 6e vice-président de la CC Terres Touloises Maire de Velaine-en-Haye (2016 → 2018) Réélu pour le mandat 2020-2026 Démissionnaire |
| 16 janvier 2025 | En cours        | Martine Henrion |           | Ancienne adjointe au maire |